# Nagy-Laczkó Balázs
Nagy-Laczkó Balázs (eredetileg Nagy Balázs, Gyula, 1989. július 8. –) Móricz Zsigmond-ösztöndíjas magyar író, régész, novellista.

## Életpályája
Nagy Balázs néven született 1989-ben Gyulán. Első ismert publikációját, a Fent és lent az Élet és Irodalom közölte 2009-ben.
Szintén 2009-ben kezdte meg felsőbb tanulmányait a Szegedi Tudományegyetem Bölcsészettudományi Karán, ahol előbb 2012-ben történész-régész szakirányon történelem, régészet alapszakos bölcsész, majd 2013-ban néprajz-vallástudomány szakirányon néprajz alapszakos bölcsész, végül 2014-ben régész mesterképzésen okleveles régész végzettséget szerzett. 2023 óta a Pécsi Tudományegyetemen az Interdiszciplináris Doktori Iskola hallgatója.
2015-ben a békéscsabai Munkácsy Mihály Múzeumnál helyezkedett el régész-muzeológusként és szervezője lett városa amatőr művészeti kezdeményezésének, a Gyulai Művészklubnak. 2023 óta a békési Jantyik Mátyás Muzeális Gyűjtemény muzeológusa.

### Írói munkássága
Írásait rendszeresen közlik a jelentősebb hazai és határon túli magyarnyelvű irodalmi lapok. Publikált többek között az Élet és Irodalomban, a Tiszatájban, a Vörös postakocsiban, a Bárkában, az Irodalmi Jelenben, az Irodalmi Szemlében, az Ezredvégben, a Pannon Tükörben és a Hitelben.
2020-ban elnyerte a Móricz Zsigmond irodalmi alkotói ösztöndíjat. 2021–2023 között a Bárka folyórat online platformján az Ex libris rovat szerzője. 2021-ben Kékszínkör című írását a Magyar Írószövetség az év novellái közé választotta. 2023-ban elnyerte a Magyar Művészeti Akadémia irodalmi alkotói ösztöndíját.

## Művei (2009-2022)
- 2009 – Fent és lent (Élet és Irodalom LIII. évfolyam 22. szám)[3]
- 2018 – A szimpózium (Tiszatájonline)[17]
- 2018 – Levélkupac (A Vörös Postakocsi online)[18]
- 2018 – Élethalál (KULTer)[19]
- 2018 – Vadragadás (Irodalmi Jelen)[20]
- 2018 – Védőbeszéd Bob Smith védelmében 2018 (FÉL)[21]
- 2018 – A megértő (Ezredvég)[22]
- 2018 – Halország (Ezredvég)[22]
- 2019 – Testvér (Irodalmi Jelen)[23]
- 2019 – Bölcsészet (FÉL)[24]
- 2019 – Egyetlen szent negyedóra (Ezredvég)[25]
- 2019 – A mocsárban (Bárka, 2019/1.)
- 2019 – Liliom (FÉL)[26]
- 2019 – Mi a béka? (Ezredvég)[27]
- 2019 – Sárga-fekete (KULTer)[28]
- 2019 – Munkák és napok (FÉL)[29]
- 2019 – Morrison fürdője (Irodalmi Szemle)[30]
- 2020 – Dobszó (Tiszatájonline)[31]
- 2020 – Kékszínkör (Bárka, 2020/5.)[32]
- 2021 – Hársfaágak csendes árnyán[33]
- 2021 – A pókok és a hálók osztályozásának szabályai[34]
- 2022 – Cortez, avagy gyarmatosítás vidéken[35]
- 2022 – Mikrómakróméter[36]
- 2022 – Invázió[37]
- 2022 – Aszúsodás[38]
- 2022 – Patrícius ház[38]
- 2022 – Éjféli mise[39]
- 2022 – Miért kell a sünnek meghalnia[40]
- 2022 – Virtuális halál[40]
- 2022 – A sziget[41]